# Elsa Garcia Galvez
Elsa Garcia Galvez (Buenos Aires, 18 de junho de 1924 — Rio de Janeiro, 23 de novembro de 2022) foi uma bailarina. Iniciou sua carreira profissional no Ballet Russe. Foi primeira bailarina no Teatro Argentino de La Plata.

## Elsa Garcia Galvez
Elsa Garcia Galvez ou Alexandra Golovina (nome de batismo Elsa Adela Garcia Alvarez), foi uma bailarina, nascida em Buenos Aires, Argentina em 18 de junho 1924, iniciou seus estudos de dança com a professora italiana Ivana Mathey.
Aos 11 anos, ingressa no Conservatório Nacional de Música y Arte Escénico, com a direção de Dora Del Grande tendo como professora a María Ruanova e Alfonsina Storni.
Ainda quando não havia completado seu curso, resolveu solicitar uma audiência na companhia do Original Ballet Russe, que estava em temporada em Buenos Aires, somente para receber uma avaliação do seu talento na dança, muito mais do que isto foi contratada imediatamente.

Assim inicia sua carreira profissional no ano de 1942, utilizando o pseudônimo de Alexandra Golovina, onde atuará na extensa turnê pelas três Américas, primeiro como corpo de baile, posteriormente como solista, até chegar a interpretar os primeiros papéis. Teve sua consagração no papel da mãe no ballet “Cain e Abel”, no Metropolitan Opera House nos Estados Unidos, junto a Oleg Tupin e Kenneth MacKenzie, com coreografia de David Lichine.

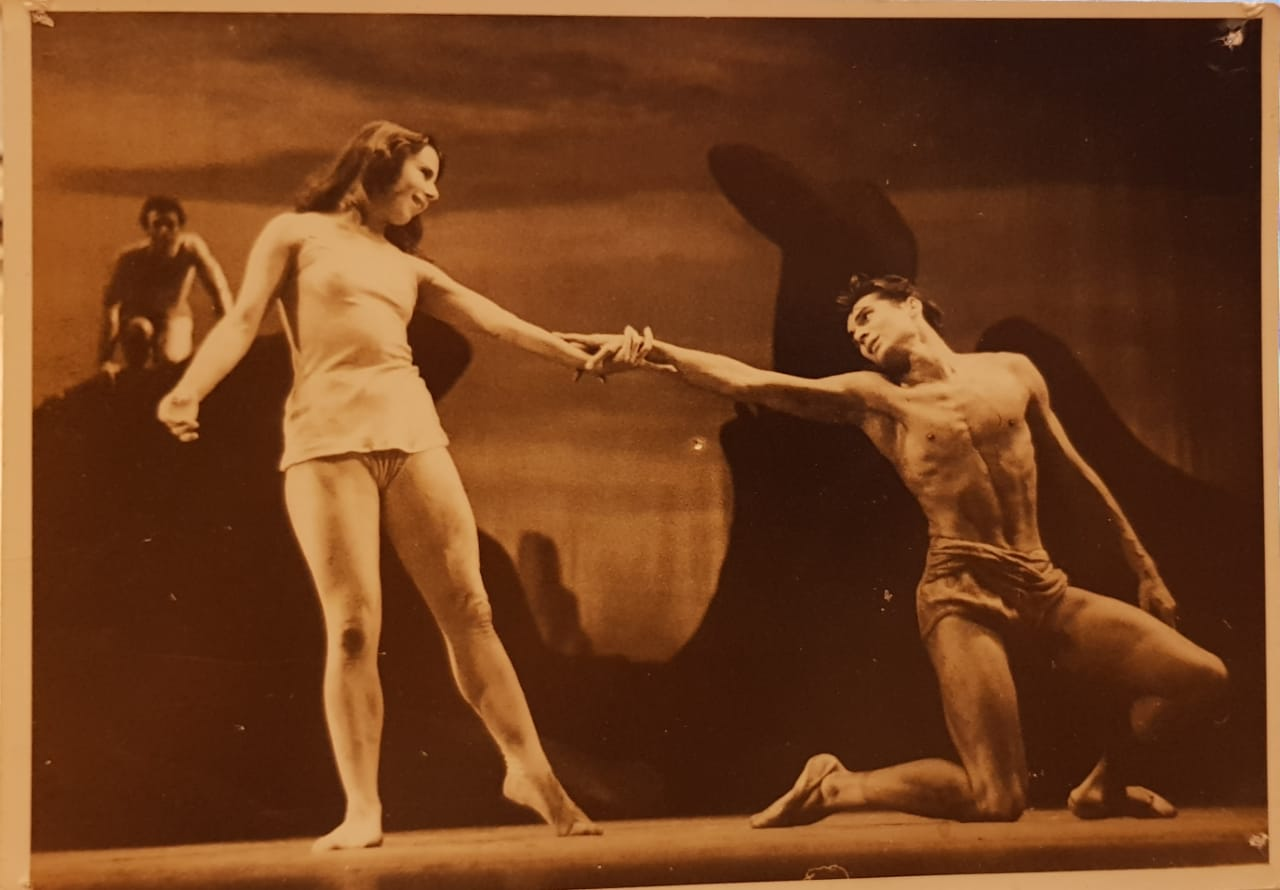
Ballet Cain e Abel

No Original Ballet Russe interpretou todos os clássicos ballets brancos e outras valiosas peças como: Carnaval, Pressagios, Cimarosiana, Après Midi d’un Faune, Francesca de Rimini, Sheherazade, Choreartium entre outros tantos e dirigida por renomados coreógrafos como: Anton Dolin, Bronislava Nijinska, William Dollar, Nina Verchinina, Vania Psota, Léonide Massine, Michel Fokine, etc.

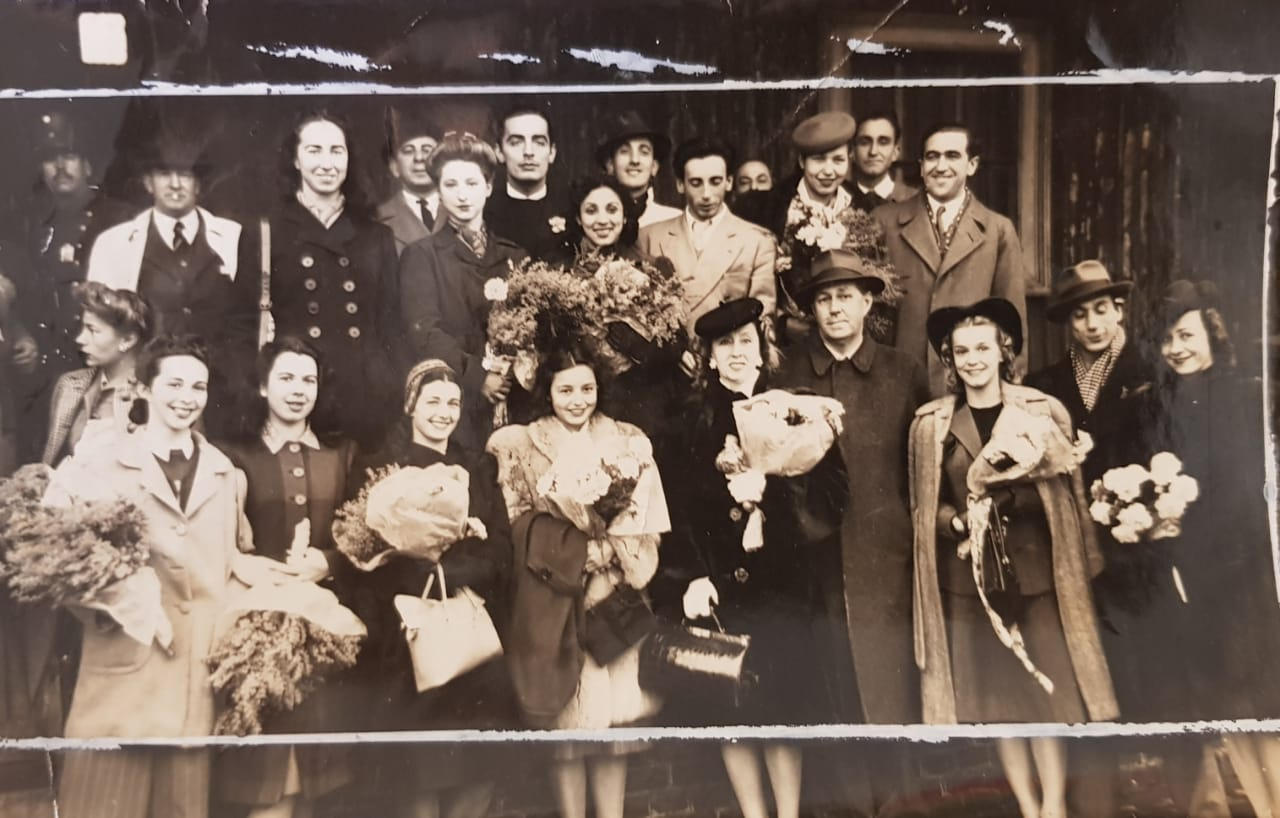
Ballet Russe 1944

Havendo se dissolvido a companhia nos Estados Unidos em 1947, retorna a Argentina onde é convidada por Esmée Bulnes para integrar o corpo de baile do Teatro Argentino de La Plata, como primeira bailarina em 1948,  permanecendo durante 12 anos e recriando os ballets : Danzas Polovtsianas, Tricornio, Petruschka, Amor Bruxo, Falarka, Bolero, Dança de Salomé, Pássaro de Fogo, Príncipe Igor, entre outros, e novamente foi dirigida pela sua mentora e amiga Nina Verchinina, assim como por Tamara Grigorieva e Michael Borovsky. 

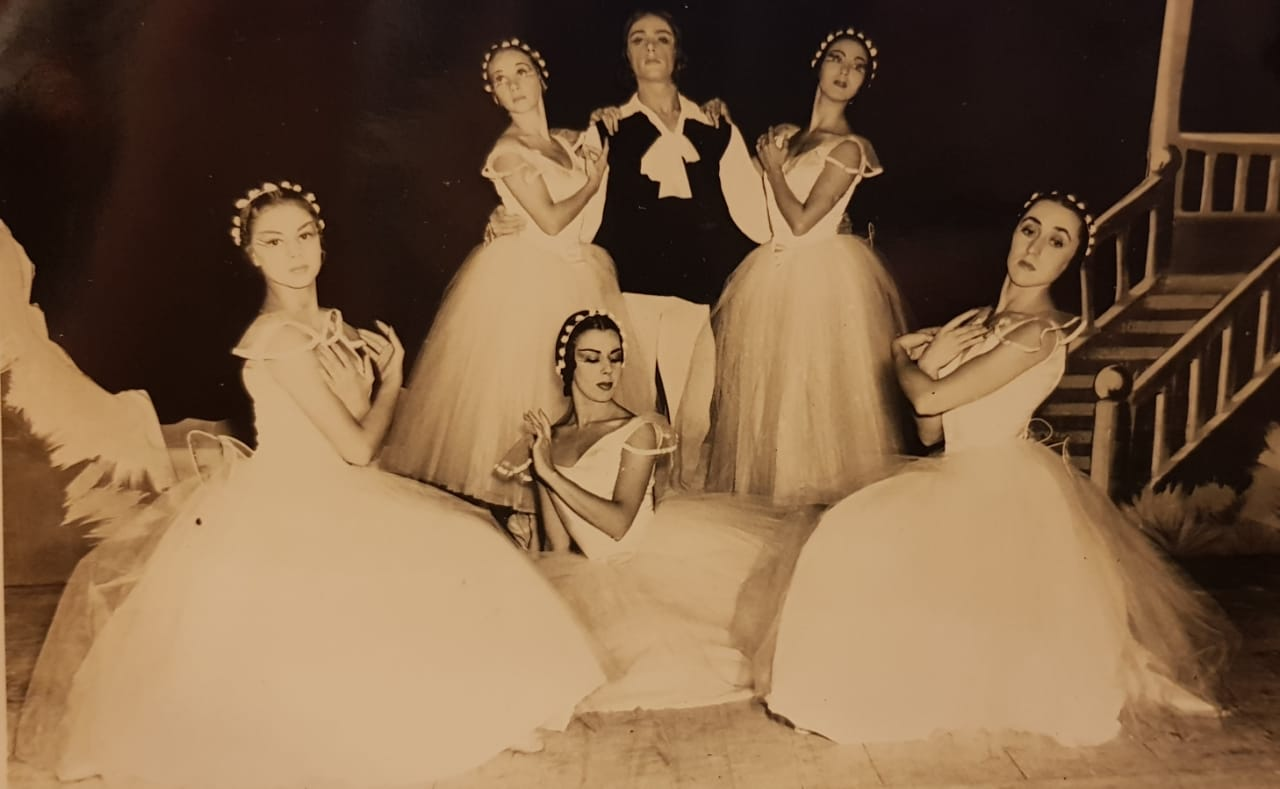
Elsa Galvez no Teatro Argentino La Plata

Afastada do Teatro Argentino de La Plata por motivos políticos em 1960, foi convidada por Dalal Achcar a participar do recém criado Ballet do Rio de Janeiro, através de Nina Verchinina, a qual coreografou especificamente para Elsa Galvez o principal papel do ballet  Zuimaaluti, com argumento de Manuel Bandeira, sobre um poema de Mário de Andrade, música de Claudio Santoro, cenário e figurino de Roberto Burle Marx.

O Ballet do Rio de Janeiro saiu em turnê pelas principais capitais da Europa nos anos 1960 e 1961 com grande sucesso, contando no seu elenco com figuras ilustres da dança como Margot Fonteyn, Marjorie e Maria Tallchief, Alicia Markova e Arthur Ferreira, tendo como ápice a função de Gala no Theatre Royal Drury Lane de Londres na presença da Rainha da Inglaterra e da Princesa Margarida, Condessa de Snowdon.

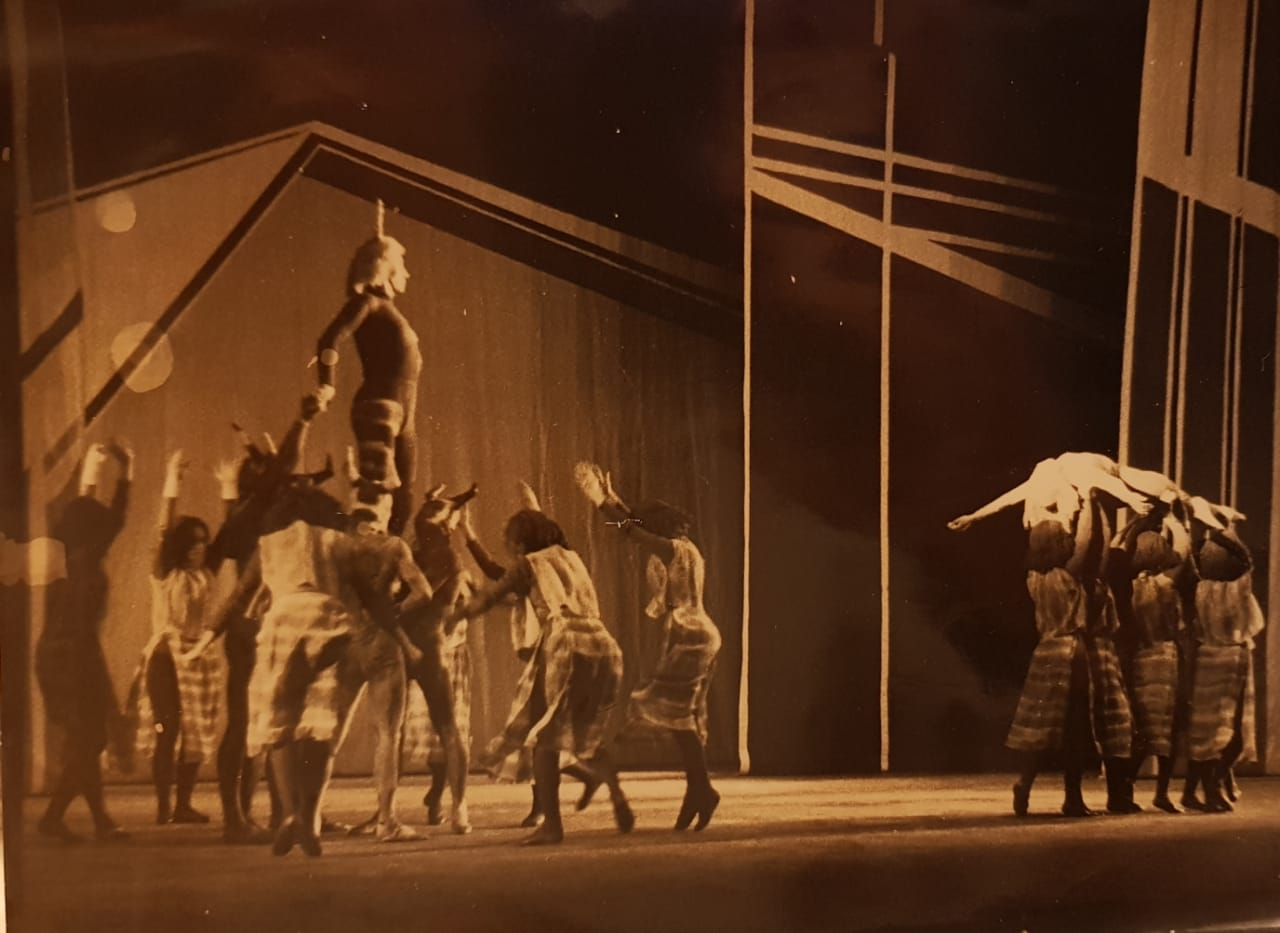
Zuimaaluti_Ballet Rio de Janeiro

De volta à Argentina, encerra sua carreira de bailarina para se dedicar ao ensino do ballet, coreografar profissionais e alunos em seu próprio estúdio de dança e fazer parte de bancas examinadoras em vários concursos na Argentina e no Brasil.
Desde 2013, de volta ao Rio de Janeiro, viveu até 2022 na companhia de sua família.

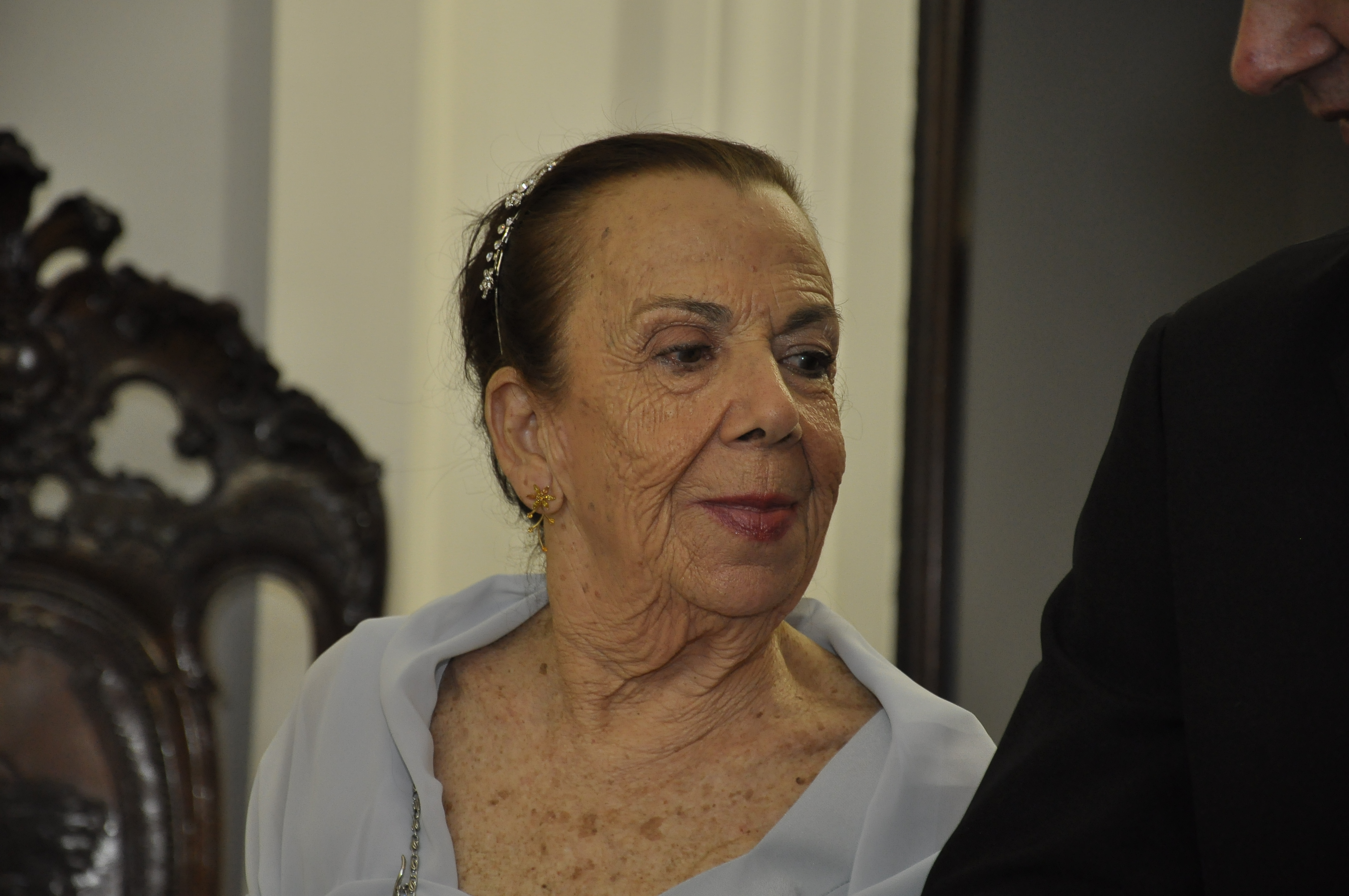
Elsa Adela Garcia

## Fotos do Arquivo Pessoal

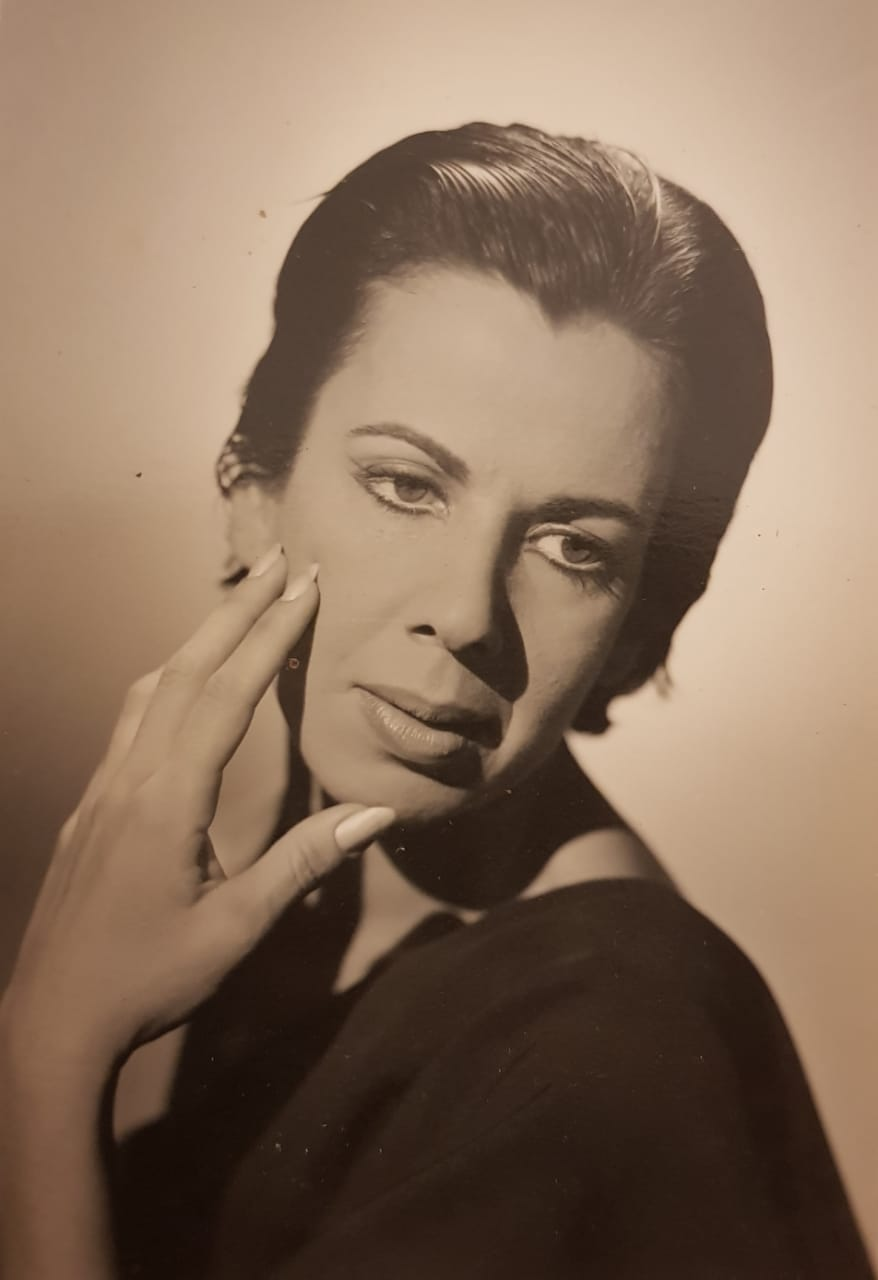
Elsa_Garcia_Galvez

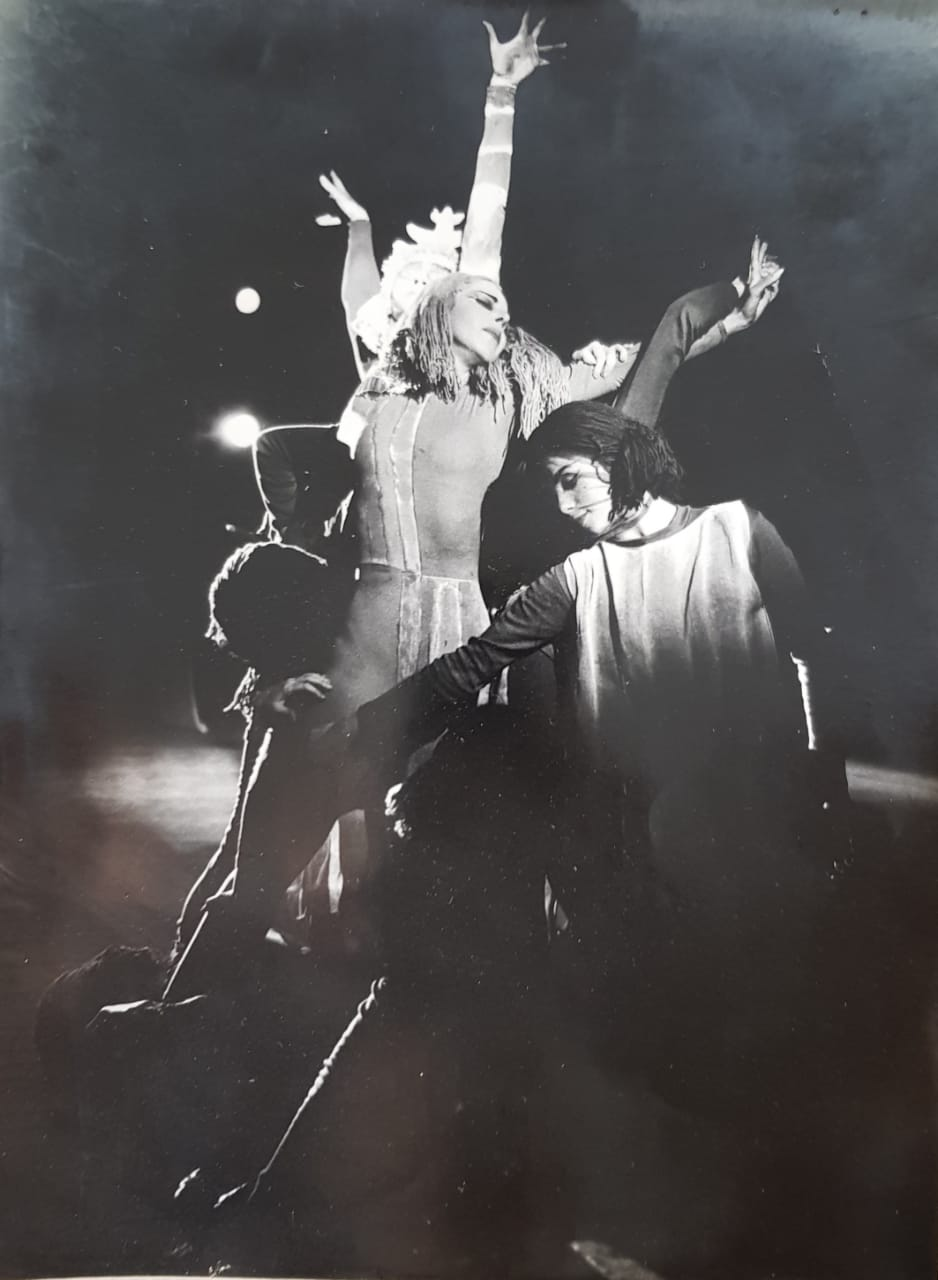
Zuimaaluti_Ballet do Rio de Janeiro_Decada de 60_arquivo pessoal

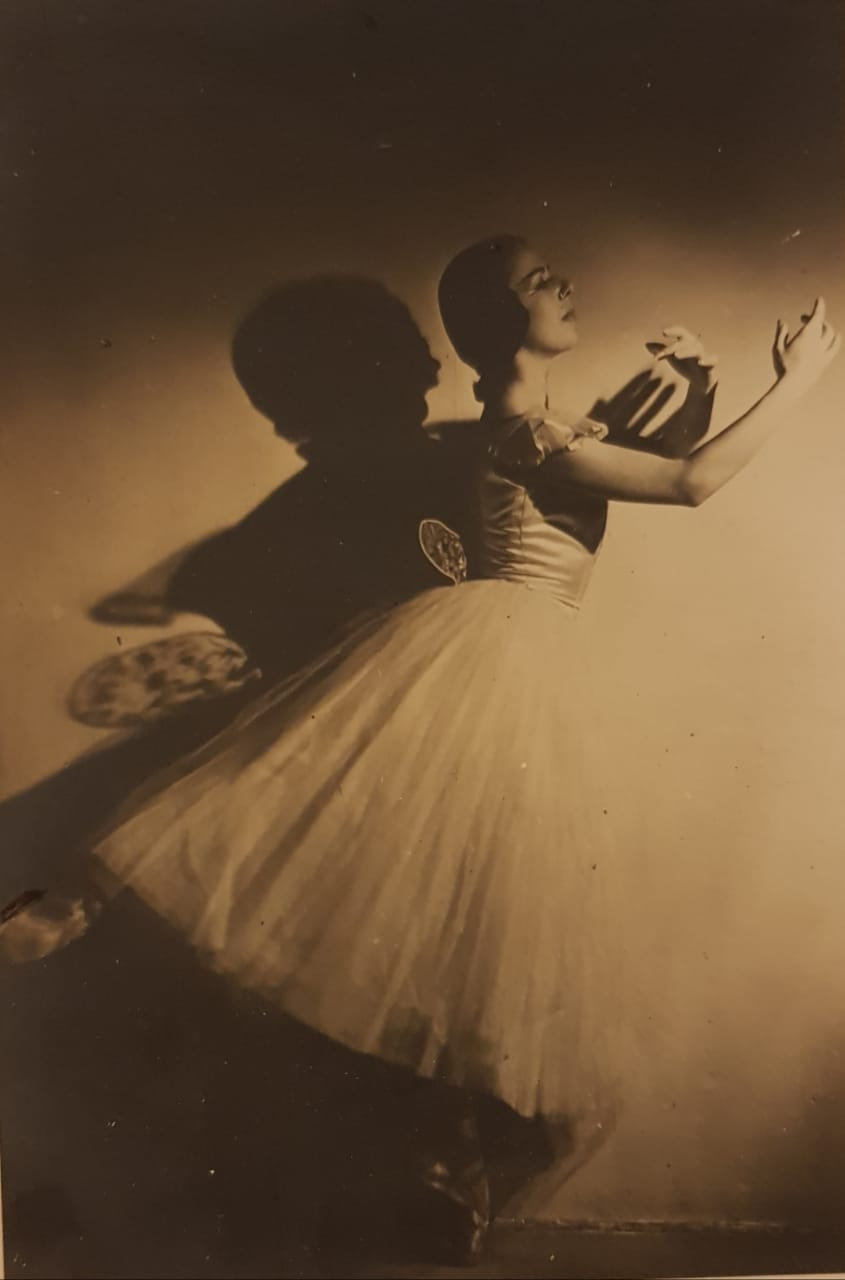
Falarka_Lily_Elsa Galvez

## Ballets interpretados
- Amor Bruxo
- Après Midi d’un Faune
- Bela Adormecida
- Bodas de Aurora
- Bolero
- Cain e Abel
- Carnaval
- Choreartium
- Cimarosiana
- Dança de Salomé
- Danças Polovtsianas
- Danubio Azul
- Falarka
- Francesca de Rimini
- Galo de Ouro
- Lago dos Cisnes
- La Sílfides
- Paganini
- Pássaro de Fogo
- Petruschka
- Pressagios
- Príncipe Igor
- Scheherazade
- Tricornio
- Zuimaaluti